# میلمرسدورف
میلمرسدورف (به آلمانی: Milmersdorf) یک شهر در آلمان است که در یوکرمرک واقع شده‌است. میلمرسدورف ۱٬۷۹۱ نفر جمعیت دارد.